# Atholus corvinus
Atholus corvinus är en skalbaggsart som först beskrevs av Ernst Friedrich Germar 1817.  Atholus corvinus ingår i släktet Atholus och familjen stumpbaggar. Arten har ej påträffats i Sverige. Inga underarter finns listade i Catalogue of Life.